# About Damn Time
Az About Damn Time Lizzo amerikai énekes, és rapper dala, ami az első kislemezként jelent meg Special című stúdióalbumáról. A dal első helyezett volt az Egyesült Államokban, az énekes második dala, ami ezt elérte, míg Ausztráliában, Belgiumban, Kanadában, Izlandon, Írországban, Új-Zélandon, és az Egyesült Királyságban az első három helyezett között volt. A dalt jelölték a 2022-es MTV Video Music Awards-on, az év dala, a legjobb popvideó, és a nyár dala kategóriákban. A kislemez három jelölést is kapott a 65. Grammy-gálán, az év felvétele, az év dala és a legjobb szóló popelőadás kategóriában. Az év felvétele díjat meg is nyerte a dal, amit az énekes Prince amerikai zenésznek ajánlott, kiemelve, hogy mennyire inspirálta őt.

## Előzmények
Az About Damn Time volt az utolsó dal, amit az albumra készítettek. A szám megírása előtt Lizzo úgy érezte, hogy az album még nem tökéletes, ezért egy olyan dalt szeretett volna szerezni, aminek a Good as Hellhez hasonlóan felemelő hangulata van.
Blake Statkin, a dal társszerzője és producere, egy 2022-es Billboard interjúban elmondta, hogy Ricky Reeddel, 2022 januárjában kezdték el készíteni a dalt. Slatkin elmondása szerint a dal négy zongoraakkorddal kezdődött, amit Reed a basszus alapjaként használt. Meghallva a hangszeres változatot, Lizzo azonnal a stúdióba indult, hogy részt vegyen a dal befejezésében. Statkin Lizzónak tulajdonította a dallamok megalkotását. A dal a következő néhy hónapban körülbelül harminc további stúdiómenetet igényelt, mire befejezték a felvételeket. Egy időszakban a dal refrénje teljesen más volt, mint a végső kiadáson.
A dal témájáról Lizzo így nyilatkozott: „Úgy gondolom, az élet komoly traumákat, és nehéz élményeket hozott az elmúlt néhány évben, főleg nemzetközi szinten. Olyan dalt akartam írni, ami lehetővé teszi, hogy egy pillanatra megálljunk és ünnepeljük túlélésünket, és hogy eljutottunk idáig.”

## Kritikák
Rania Aniftos (Billboard) szerint az About Damn Time refrénje jó hangulatot okoz. Rachel Brodsky (Stereogum) pedig úgy jellemezte a dalt, mint egy „pop-funk szám, ami klasszikus Lizzóizmussal van telítve.” Alex Gallagher (NME) hasonlóan vélekedett és a dalt egy „funk elemeket tartalmazó, klasszikus Lizzo-számnak” nevezte, amin „bőven hallható egy hangulatos basszusgitár, emlékezetes fuvoladallamok, és lírai gyöngyszemek.” Nardine Saad (Los Angeles Times) szerint a dalnak felemelő diszkóhangzása van. Ree Hines a Today-tól „felemelő diszkó-slágernek” nevezte a kislemezt.
Az About Damn Time refrénjében feldolgozták a The World’s Famous Supreme Team 1984-es Hey DJ című dalának részleteit.

## Slágerlistás helyezések
A 2022. április 30-i héten az About Damn Time az 50. helyen debütált a Billboard Hot 100 listán 7 000 digitális letöltéssel, és 6,5 millió streammel. A 2022. május 14-i héten a dal a 60. helyről a 19-re ugrott, amivel az előadó negyedik slágere lett, ami elérte az első húsz helyezés egyikét. Egy héttel később elérte a 9. helyet, amivle szintén negyedik kislemeze lett az első tíz helyen. A dal a Billboard Hot 100-on a 14. héten érte el a csúcsot, a Truth Hurts után az énekes másodikjaként. Két hétig maradt az élen.

## Népszerűsítés
Lizzo 2022 márciusában a The Late Night Show műsorán mutatta be először a dalt. 2022. április 16-án előadt a Saturday Night Live-on, ahol egyben vendég és a házigazda is volt.
A dal megjelenését követő hónapokban Lizzo a TikTok platformot használta leginkább a szám népszerűsítésére, amik közé tartozott egy videó, amiben Ketanji Brown Jackson az Egyesült Államok Legfelsőbb Bíróságába történő kinevezését ünnepelte. Jeeden Gomez létrehozott egy koreográfiát a dalhoz, ami gyorsan elterjedt a platformon. Gomez táncát Lizzo többször is megemlítette.
2022. június 26-án Lizzo előadta az About Damn Time-ot a 22. BET Awards díjátadón is Június 27-én Gomezzel és James Cordennel együtt előadták a táncot az utóbbi Late Night Show műsorának részeként.

## Videóklip
A dal klipjét Christian Breslauer rendezte. A videóban Lizzo kirohan a Stressz és szexi csoport összejöveteléről. Miközben egy irodaházban táncol, ruhája melegítőből flitteressé változik, amit a videó hátralévő részében visel. Az ezt követő jelenetekben egy megvilágított táncparkettű folyosón táncol, majd fuvolázik, miközben egy medence vizén sétál.

## Slágerlista
| Slágerlista (2022)                     | Legmagasabb helyezés |
| -------------------------------------- | -------------------- |
| Argentina (Argentina Hot 100)          | 44                   |
| Ausztrália (ARIA)                      | 3                    |
| Ausztria (Ö3 Austria Top 40)           | 23                   |
| Belgium (Ultratop 50 Flanders)         | 2                    |
| Belgium (Ultratop 50 Wallonia)         | 3                    |
| Bulgária (PROPHON)                     | 3                    |
| Csehország (Singles Digitál Top 100)   | 11                   |
| Dél-Afrika (RISA)                      | 19                   |
| Dél-Korea (Gaon)                       | 116                  |
| Dánia (Tracklisten)                    | 14                   |
| Egyesült Királyság (UK Singles Chart)  | 3                    |
| Finnország (Singlet Top 20)            | 19                   |
| Franciaország (SNEP)                   | 52                   |
| Fülöp-szigetek (Billboard)             | 12                   |
| Global 200 (Billboard)                 | 6                    |
| Görögország (IFPI)                     | 12                   |
| Hollandia (Top 40)                     | 17                   |
| Hollandia (Single Top 100)             | 17                   |
| Horvátország (HRT)                     | 4                    |
| Izland (Plötutíðindi)                  | 2                    |
| Írország (IRMA)                        | 2                    |
| Japán (Billboard Japan Hot Overseas)   | 6                    |
| Kanada (Canadian Hot 100)              | 2                    |
| Kanada AC (Billboard)                  | 1                    |
| Kanada CHR/Top 40 (Billboard)          | 1                    |
| Kanada Hot AC (Billboard)              | 1                    |
| Libanon (OLT20)                        | 2                    |
| Litvánia (AGATA)                       | 6                    |
| Magyarország (Rádiós Top 40)           | 29                   |
| Magyarország (Single Top 40)           | 22                   |
| Magyarország (Stream Top 40)           | 11                   |
| Malajzia (RIM International)           | 16                   |
| Mexikó (Billboard Airplay)             | 1                    |
| Németország (Media Control Charts)     | 34                   |
| Norvégia (VG-lista)                    | 13                   |
| Olaszország (FIMI)                     | 30                   |
| Portugália (AFP Top 100 Singles)       | 28                   |
| Svájc (Schweizer Hitparade)            | 13                   |
| Svédország (Sverigetopplistan)         | 22                   |
| Szingapúr (RIAS)                       | 14                   |
| Szlovákia (Rádio Top 100)              | 89                   |
| Szlovákia (Singles Digitál Top 100)    | 10                   |
| US Billboard Hot 100                   | 1                    |
| US Adult Alternative Songs (Billboard) | 40                   |
| US Adult Contemporary (Billboard)      | 13                   |
| US Adult Top 40 (Billboard)            | 1                    |
| US Dance/Mix Show Airplay (Billboard)  | 1                    |
| US Hot R&B/Hip-Hop Songs (Billboard)   | 1                    |
| US Mainstream Top 40 (Billboard)       | 1                    |
| US R&B/Hip-Hop Airplay (Billboard)     | 10                   |
| US Rhythmic (Billboard)                | 1                    |
| Új-Zéland (Recorded Music NZ)          | 2                    |

| Slágerlista (2022)                   | Helyezés |
| ------------------------------------ | -------- |
| Global 200 (Billboard)               | 30       |
| Kanada (Canadian Hot 100)            | 8        |
| US Billboard Hot 100                 | 12       |
| US Adult Contemporary (Billboard)    | 24       |
| US Adult Top 40 (Billboard)          | 7        |
| US Hot R&B/Hip-Hop Songs (Billboard) | 4        |
| US Mainstream Top 40 (Billboard)     | 5        |
| US Rhythmic (Billboard)              | 13       |

## Minősítések
| Régió                                                            | Minősítés  | Eladott példányszám |
| ---------------------------------------------------------------- | ---------- | ------------------- |
| Ausztrália (ARIA)                                                | platina    | 70 000‡             |
| Ausztria (IFPI Austria)                                          | arany      | 15 000‡             |
| Brazília (Pro-Música Brasil)                                     | platina    | 40 000‡             |
| Dánia (IFPI Denmark)                                             | arany      | 45 000‡             |
| Egyesült Királyság (BPI)                                         | platina    | 600 000‡            |
| Franciaország (SNEP)                                             | arany      | 100 000‡            |
| Kanada (Music Canada)                                            | 3× platina | 240 000‡            |
| Lengyelország (ZPAV)                                             | arany      | 10 000‡             |
| Olaszország (FIMI)                                               | arany      | 35 000‡             |
| Portugália (AFP)                                                 | arany      | 5 000‡              |
| Új-Zéland (RMNZ)                                                 | platina    | 30 000‡             |
| ‡ Eladási+streaming példányszámok kizárólag a minősítés alapján. |            |                     |

## Kiadások
| Régió            | Dátum             | Formátum(ok)                 | Kiadás                     | Kiadó              | For.    |
| ---------------- | ----------------- | ---------------------------- | -------------------------- | ------------------ | ------- |
| Világszerte      | 2022. április 14. | digitális letöléts streaming | Eredeti                    | Nice Life Atlantic | [ 92 ]  |
| Olaszország      | 2022. április 15. | rádió                        | Eredeti                    | Warner             | [ 93 ]  |
| Egyesült Államok | 2022. április 18. | felnőtt kortárs rádió        | Eredeti                    | Atlantic           | [ 94 ]  |
| Egyesült Államok | 2022. április 19. | kortárs slágerrádió          | Eredeti                    | Atlantic           | [ 95 ]  |
| Egyesült Államok | 2022. április 19. | ritmikus kortárs rádió       | Eredeti                    | Atlantic           | [ 96 ]  |
| Egyesült Államok | 2022. április 19. | urban kortárs rádió          | Eredeti                    | Atlantic           | [ 97 ]  |
| Egyesült Államok | 2022. április 19. | urban felnőtt kortárs rádió  | Eredeti                    | Atlantic           | [ 97 ]  |
| Világszerte      | 2022. május 18.   | digitális letöltés streaming | Purple Disco Machine-remix | Nice Life Atlantic | [ 98 ]  |
| Világszerte      | 2022. július 15.  | CD                           | Eredeti                    | Nice Life Atlantic | [ 99 ]  |
| Világszerte      | 2022. július 15.  | CD                           | Purple Disco Machine-remix | Nice Life Atlantic | [ 100 ] |

## További felhasználása
Az About Damn Time-ot felhasználta a Sportsnet kanadai csatorna a 2022. október 15-i Hockey Night Canada műsorán az Ottawa Senators–Toronto Maple Leafs mérkőzés előtt.